# Sagalassos
Sagalassos (en llatí Sagalassus, en grec antic: Σαγαλασσός), era una important ciutat i fortalesa prop de la frontera del nord-oest de Psídia, o segons Estrabó, vora la frontera d'Isàuria. Claudi Ptolemeu diu que era a Lícia, però és un error.
Alexandre el Gran la va conquerir per assalt després d'haver derrotat als pisidis, que es van trobar amb l'agressor vora de la ciutat, segons Flavi Arrià.
Sota els romans, Titus Livi explica que era una ciutat fortificada situada en una plana fèrtil on es produïen tota mena de cultius, i diu que els seus habitants eren els més valents de tots els pisidis. Vora la ciutat hi va passar Manlius, que no la va ocupar, però sí que va assolar el territori i va obligar els seus habitants a pagar un tribut de 50 talents, 20.000 medimmi de blat i la mateixa quantitat de civada.

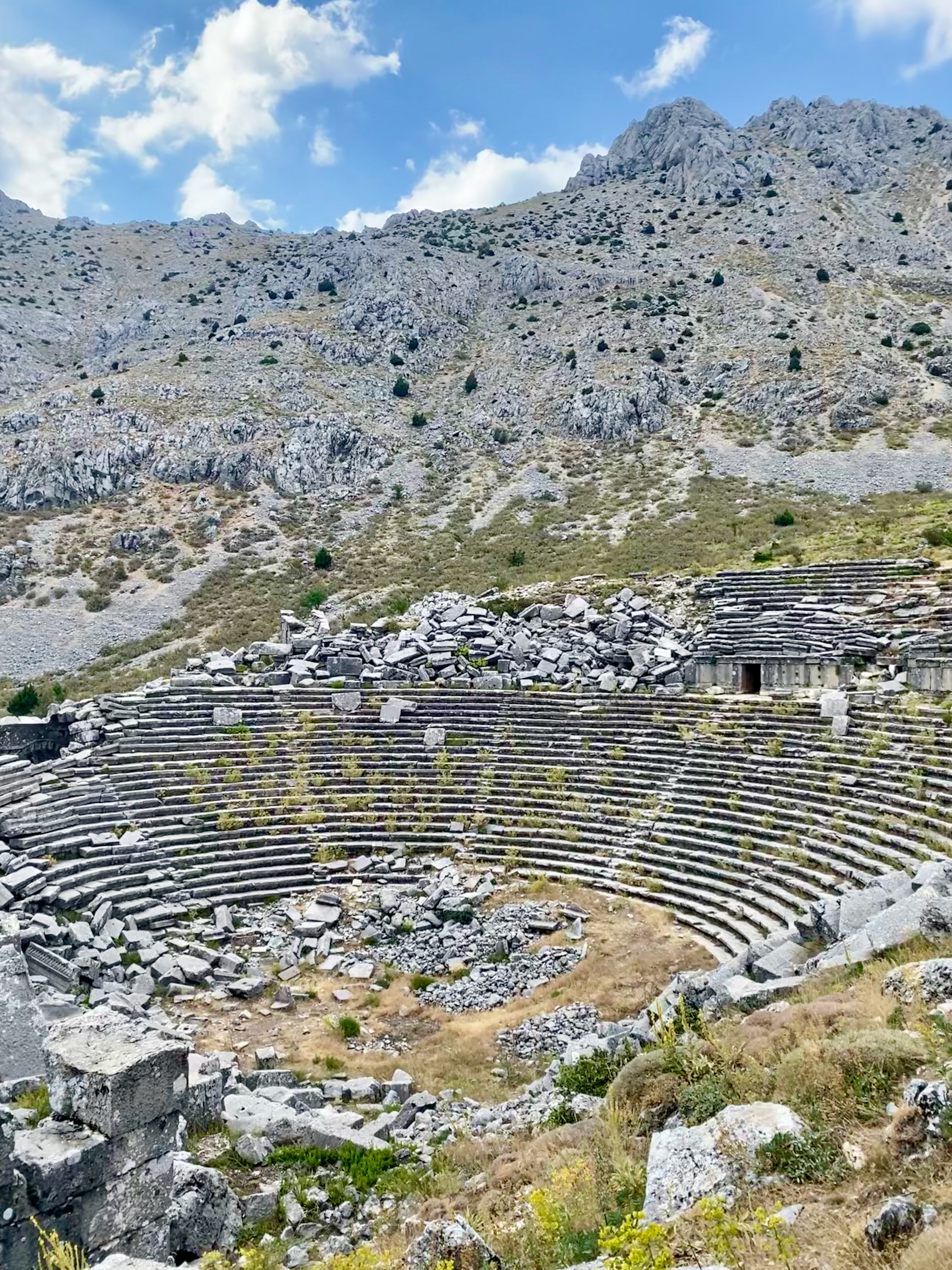
Amfiteatre a Sagalassos

Estrabó diu que va ser una de les ciutats més importants quan va passar a domini del tetrarca Amintes de Galàcia cap a l'any 38 aC i després, quan Amintes va morir assassinat, va ser incorporada juntament amb Galàcia a una nova província romana. En l'època cristiana, era una de les seus episcopals de Pisídia.
Les ruïnes de la ciutat, situades a l'actual poblet d'Aglasoun, consisteixen en restes de les muralles, un teatre ben conservat, algunes escultures de pedra, sepulcres a la muntanya, les restes d'algun edifici, columnes, i damunt d'un turó restes d'antics edificis en el que se suposa que seria l'acròpoli.